# Findling (Gifhorn)

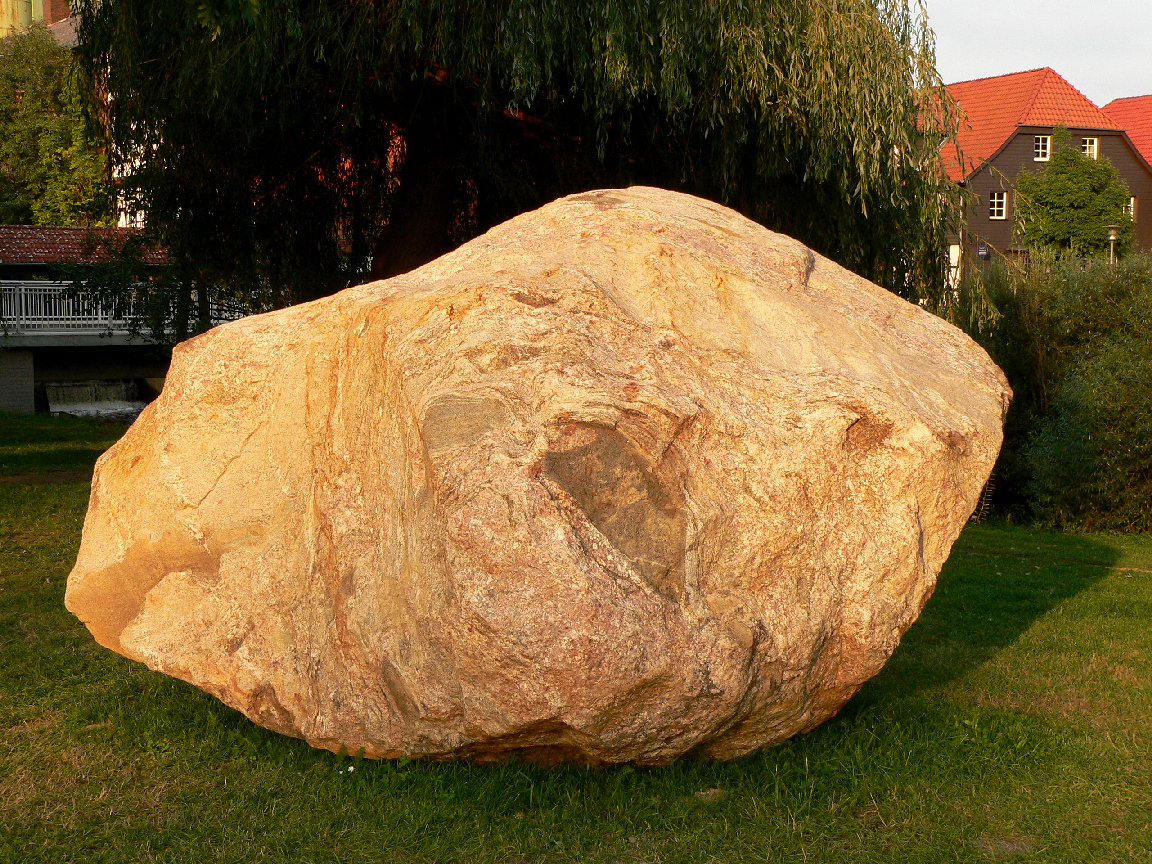
Der Findling an seinem neuen Standort am Ufer der Ise. In der Bildmitte deutlich erkennbar: bräunliches Fremdgestein (Xenolith) im hellrosa erscheinenden Granit.

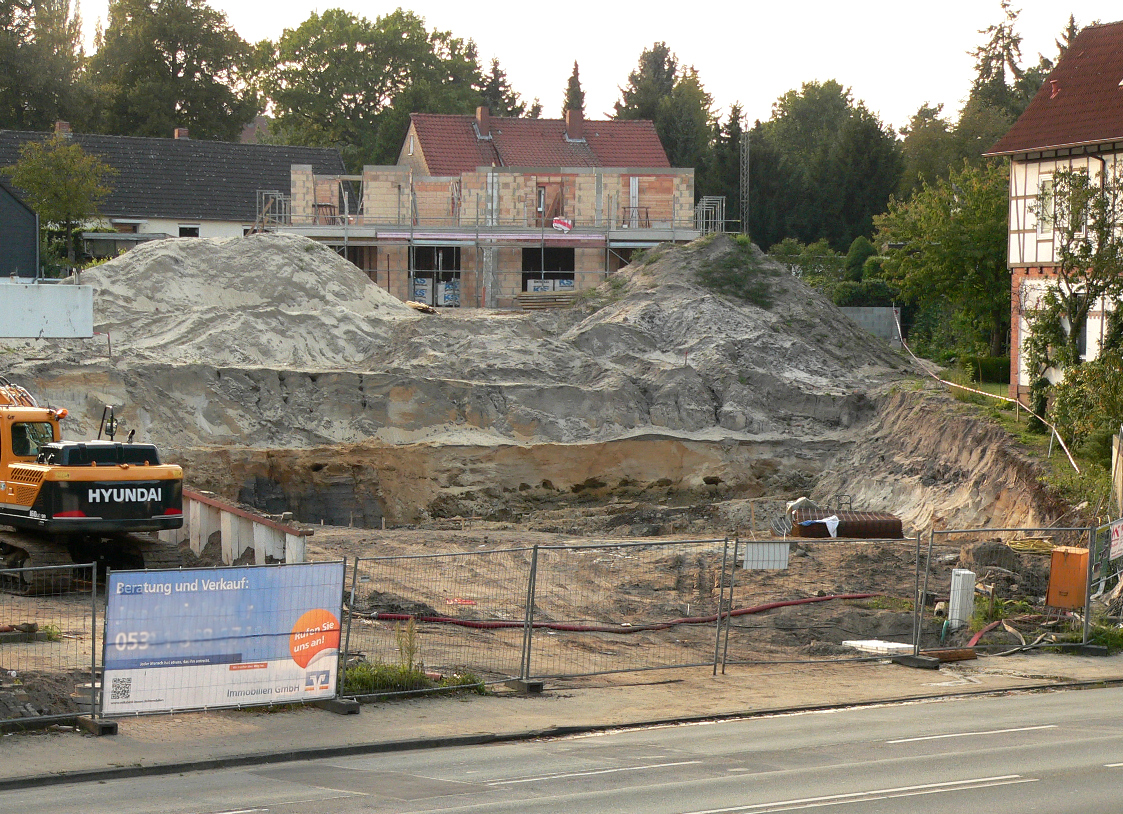
Die Baugrube, in der der Findling entdeckt wurde

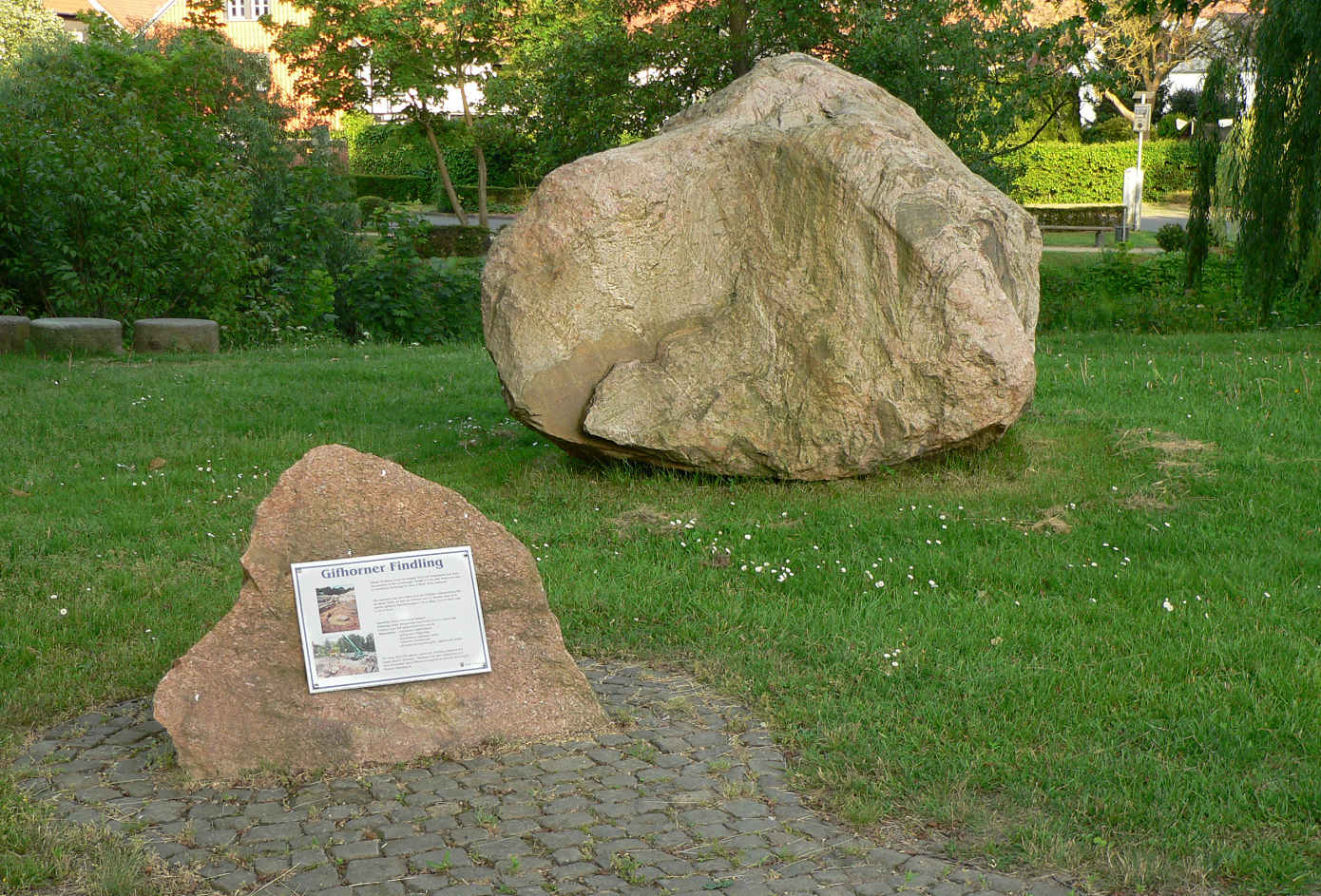
Der Findling mit Infotafel

Der Gifhorner Findling ist ein Findling aus Kalifeldspatgranit, der am 8. August 2014 von einem Baggerführer bei Erdarbeiten auf einem Grundstück in der Lüneburger Straße in Gifhorn in der Nähe der Gifhorner Mühle „Lady Devorgilla“ entdeckt wurde. Er lag in einer etwa drei Meter tiefen Baugrube, die zur Errichtung eines Wohnhauses ausgehoben worden war. Der laut einer ersten Messung ca. 3,5 × 2,5 × 2,0 Meter große und 13 Tonnen schwere Block wurde offensichtlich während einer der letzten Kaltzeiten des Pleistozäns vermutlich aus Südschweden durch das Inlandeis zum Fundort transportiert und dort innerhalb einer Moräne abgelagert. Es soll sich um den bisher größten im Landkreis Gifhorn entdeckten Findling handeln. Ein weiteres großes und auch aus anderen Gründen relativ bekanntes Exemplar im Landkreis ist der Bickelstein.
Nach der Entdeckung des Findlings wurde der zuständige ehrenamtliche Kreisarchäologie-Beauftragte hinzugezogen. Ursprünglich war seitens der Bauleitung geplant, den Stein zur Bergung zu zerlegen. Aufgrund seiner Größe stellt der Findling jedoch, selbst im glazial geprägten Norddeutschland, eine geologische Besonderheit und damit ein potenzielles Naturdenkmal dar, was ihn vor der Zerstörung bewahrte.
Am 25. August 2014 wurde der Findling mit einem 40-t-Kranwagen aus der Baugrube auf einen Tieflader gehoben und an einen neuen Standort in der Innenstadt am Ufer der Ise transportiert, der etwa 240 Meter vom Fundort entfernt liegt. An dem Findling wurde eine Infotafel aufgestellt. Die Transportkosten übernahm der Bauunternehmer. Bei der Bergung brach ein Stück ab, das direkt am Fundort aufgestellt werden soll.
Am Tag des offenen Denkmals am 14. September 2014 wurde der Findling in einen archäologischen Rundgang durch Gifhorn einbezogen.

## Fotogalerie

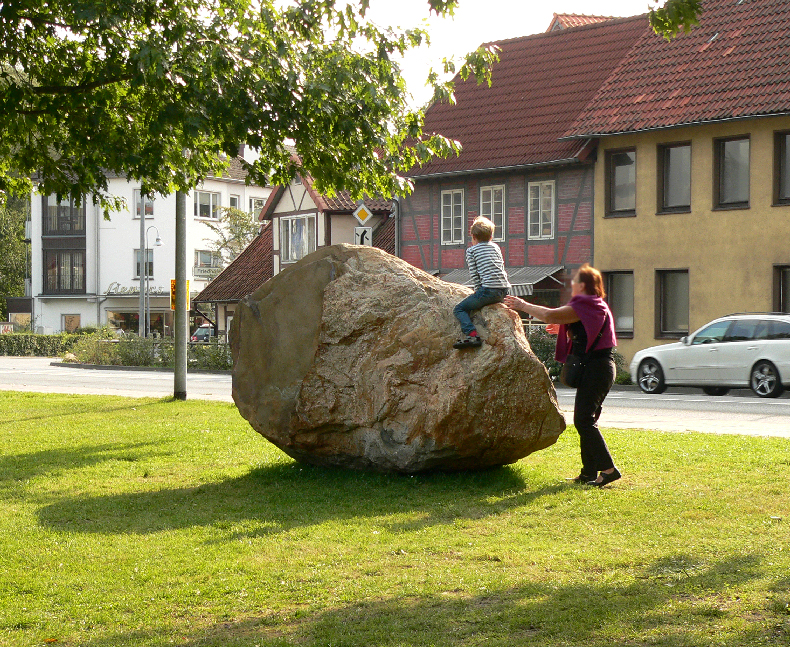
Findling mit Personen als Größenvergleich. An der linken Seite zu erkennen ist die Stelle, an der bei der Bergung ein Stück abgebrochen ist.
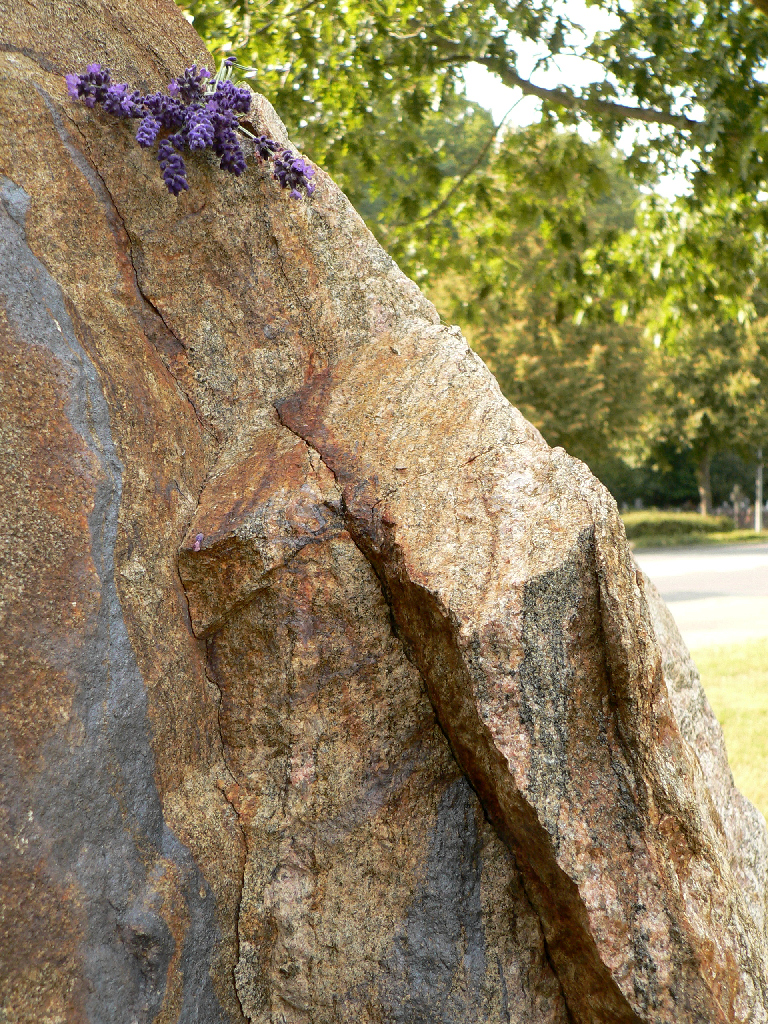
Granit mit migmatitischem Gefüge (partielle Aufschmelzung) und Klüfte mit Verwitterungserscheinungen
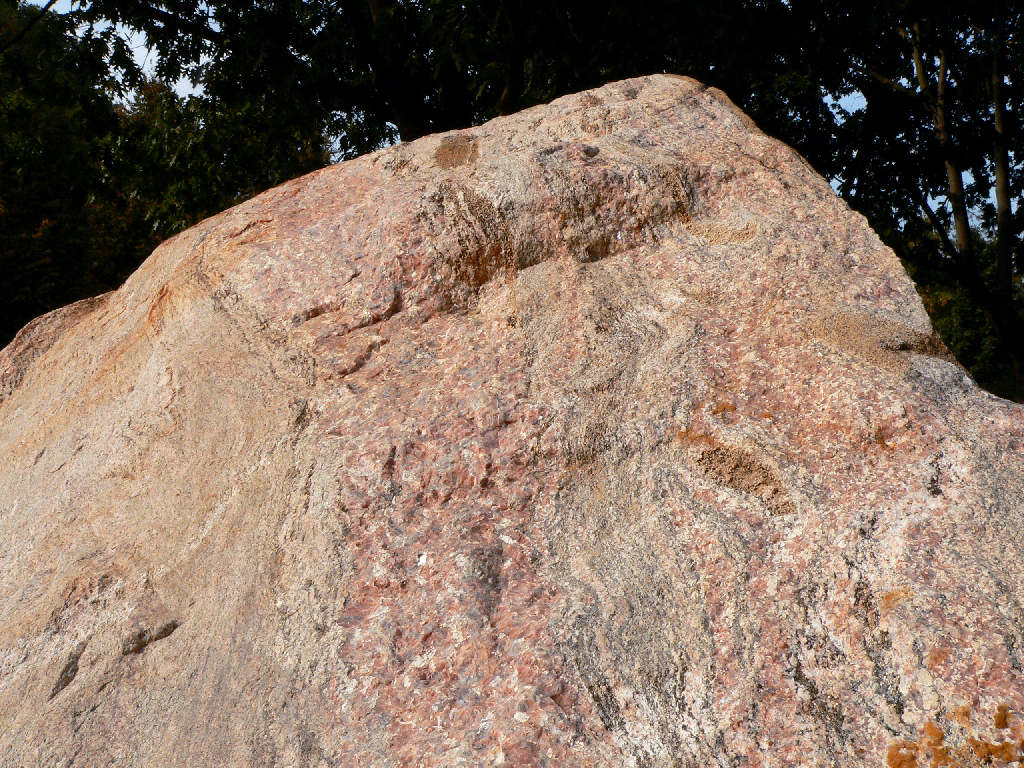
Gänge mit grobkristallinem, pegmatischem Gestein (Neosom) im Wechsel mit dunkleren „lagigen“ Bereichen (Melanosom)
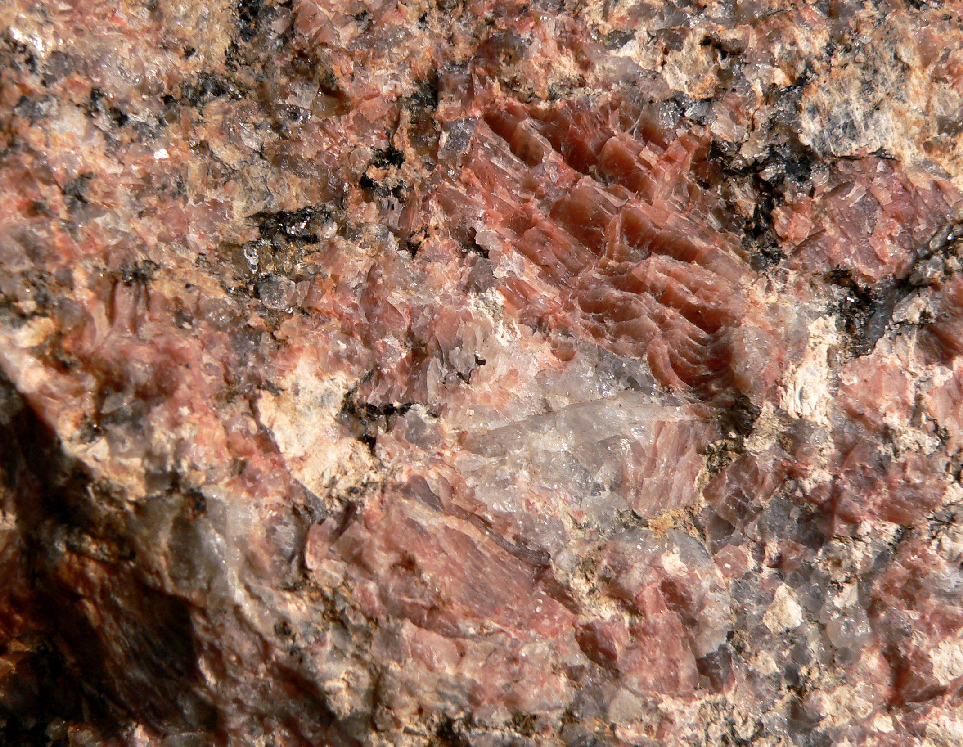
Detailaufnahme der pegmatitschen Partien (Neosom) des migmatitischen Granits